# همسفرگی

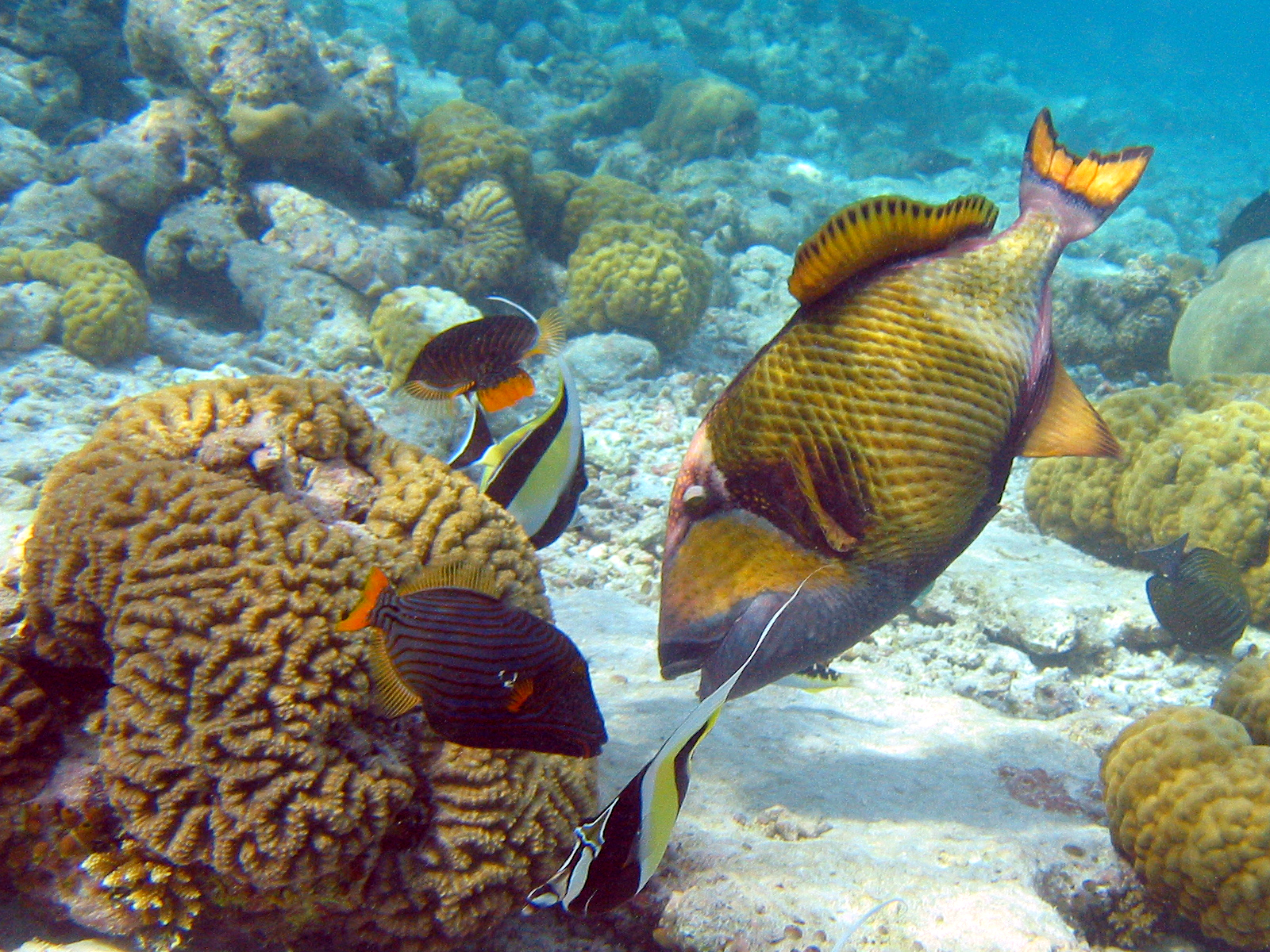
A titan triggerfish (Balistoides viridescens) creates feeding opportunities for smaller fish by moving large rocks too big for them to shift themselves.

همسفرگی (Commensalism) نوعی زندگی همزیستی که در آن یک همزیست سود می‌برد و طرف دیگر نه سود می‌برد و نه زیان می‌بیند مانند رابطه فریباماهیان شکارچی و ماهیان کوچکتر. ماهیان کوچکتر از باقی‌مانده شکار فریباماهیان تغذیه می‌کنند و ماهی شکارچی نه سود می‌برد و نه زیان.

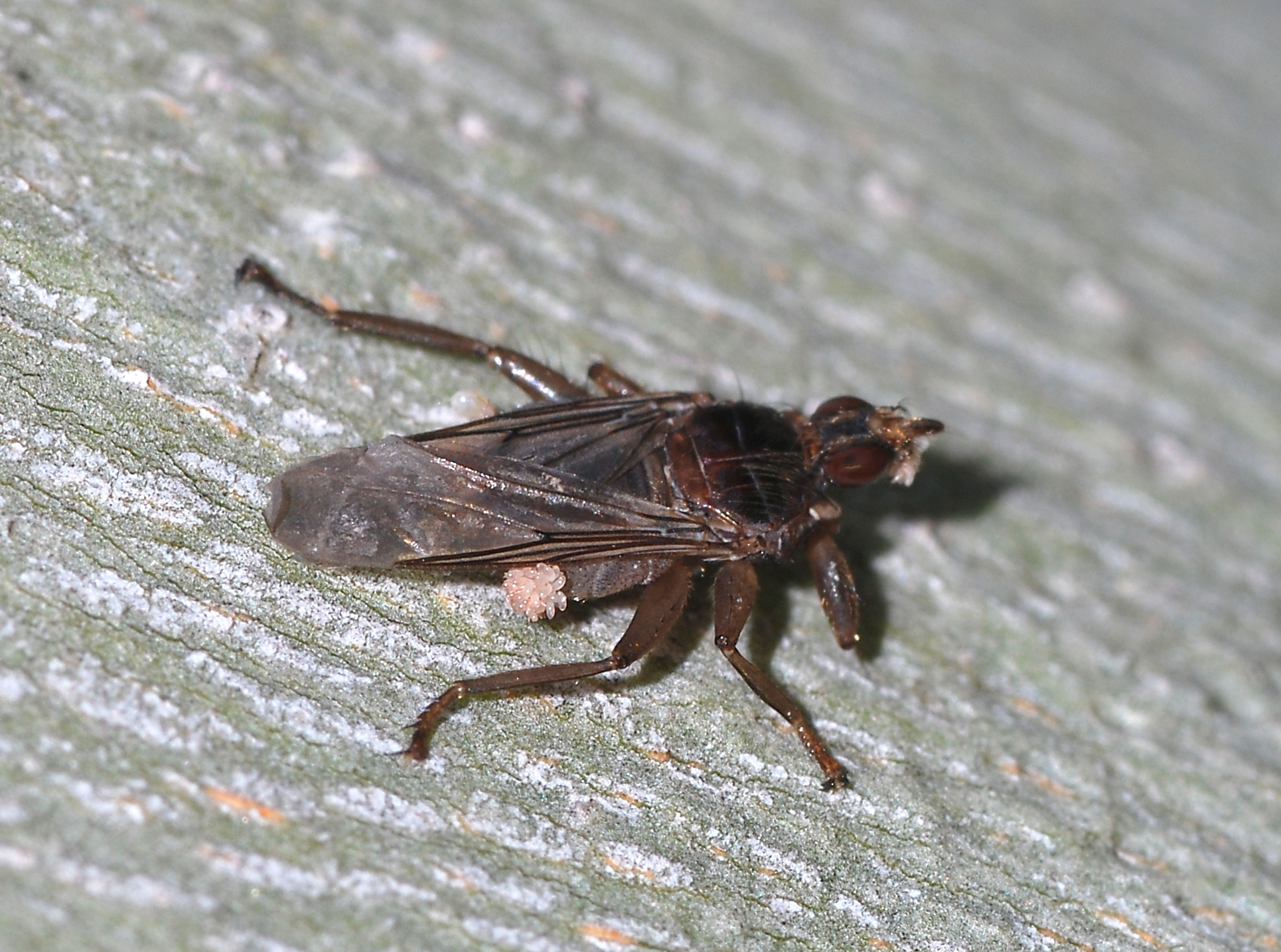
همسفرگی mites on a fly (Pseudolynchia canariensis).

مثال دیگری از همسفرگی ماهی چسبک‌ماهیان (Remora) است. در چسبک‌ماهی باله پشتی به شکل بادکش تغییر یافته که جانور به‌وسیلهٔ آن به زیر شکم کوسه ماهی می‌چسبد و بدین وسیله تغذیه خود را تأمین می‌کند، پراکندگی جغرافیایی آن گسترش یافته و محافظت می‌شود و کوسه ماهی از وجود این ماهیها نه سود می‌برند و نه صدمه می‌بیند.